# Срок (фильм, 2012)
«Срок» (швед. Livstid) — шведский детективный фильм, снятый по роману шведской писательницы Лизы Марклунд, которая выступила соавтором сценария.

## Сюжет
Убит в собственном доме самый известный полицейский Швеции. В убийстве обвиняют жену убитого. В ночь убийства пропадает сын убитого и подозреваемой. Но Анника Бенгтзон уверена, что полицейского убила другая женщина.

## В ролях
- Малин Крепин — Анника Бенгтзон (Annika Bengtzon)
- Бьёрн Киллман — Андерс Шуман
- Лейф Андре — Спикен
- Эрик Юханссон — Патрик Нильсон
- Кайса Эрнст — Берит Хармин
- Ричард Ульфсэтер — Томас Самуэльссон
- Феликс Энгстром — Q
- Эллен Мэттссон — Нина Хоффман
- Йонас Мальмшё — Кристер Буре
- Кристофер Воллтер — Дэвид Линдхольм